# Siedmiu Mędrców z Bambusowego Gaju

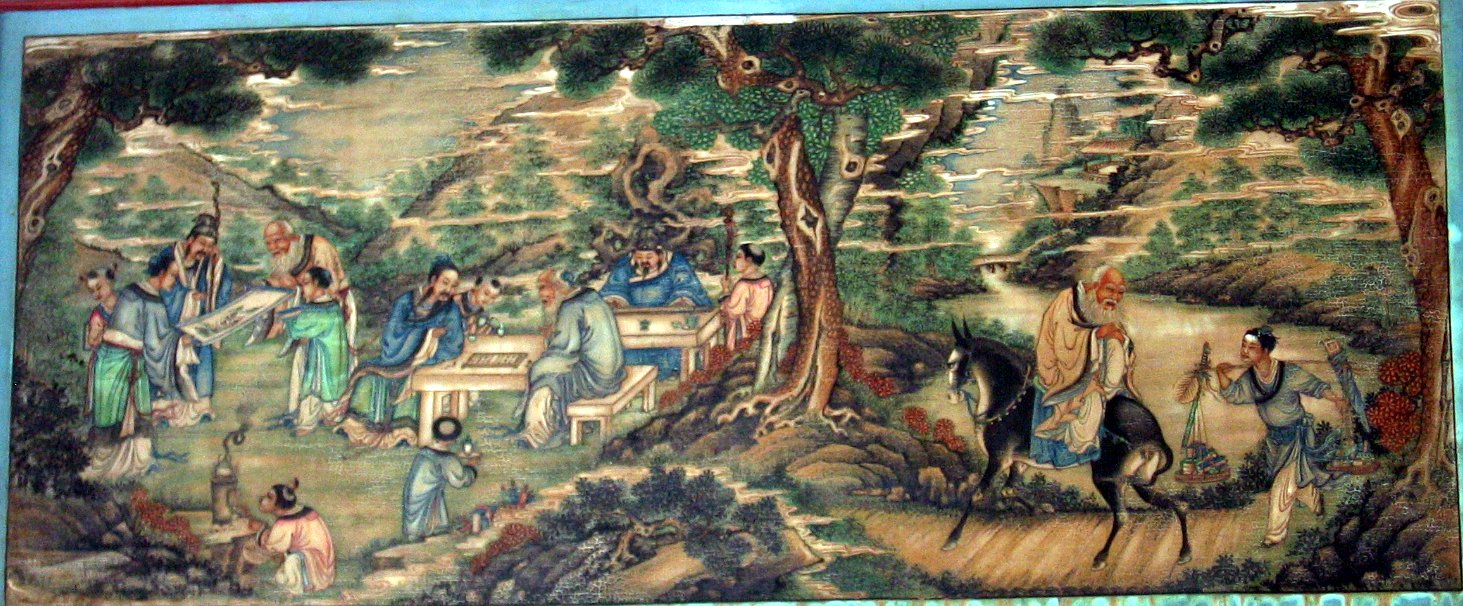
Obraz z Długiego Korytarza w Yiheyuan przedstawiający siedmiu mędrców

Siedmiu Mędrców z Bambusowego Gaju (chiń. upr. 竹林七贤; chiń. trad. 竹林七賢; pinyin Zhúlín Qī Xián) – grupa chińskich poetów i filozofów z okresu Trzech Królestw, sławnych ekscentryków, gwałcących normy konfucjańskie w imię swobody ekspresji. W jej skład wchodzili: Xi Kang, Ruan Ji, Liu Ling, Ruan Xian, Xiang Xiu, Wang Rong i Shan Tao.
Chaos, jaki nastąpił po upadku dynastii Han, nie sprzyjał tradycyjnej karierze urzędniczo-dworskiej. Tradycyjne cnoty konfucjańskie były mało przydatne w szybko zmieniającej się sytuacji rywalizujących ze sobą państw, których dwory intrygowały, by zaszkodzić przeciwnikom; same dwory też były pełne intrygi zwalczających się frakcji. Równocześnie zaś filozofia konfucjańska, której ideałem było harmonijne społeczeństwo w stabilnym państwie, straciła na atrakcyjności, ponieważ państwa nie były w stanie zapewnić ani stabilności, ani harmonii społecznej. W tych warunkach wielu uczonych wycofywało się życia dworskiego i szukało pocieszenia i natchnienia w innych filozofiach, głównie taoizmie i buddyzmie.
Najsławniejszymi z nich byli właśnie „Mędrcy z Bambusowego Gaju”. Ich dziwactwa były otwartym wyzwaniem rzuconym konfucjańskiej obyczajowości i konwencji. Liu Ling na przykład jeździł (z reguły podchmielony) powozem zaprzężonym w jelenie, a jeden z towarzyszących mu sług miał zadanie pogrzebać go w tym miejscu, w którym umrze. Było to sprzeczne z kultem przodków i rytami pogrzebowymi, stanowiącymi jeden z filarów chińskiej cywilizacji. Ich nonkonformizm powodował czasem ostrą reakcję władz: w 262 Xi Kang został stracony za obrazę moralności.
„Siedmiu Mędrców” nazwę swą wzięło od bambusowego zagajnika koło domu Xi Kanga, gdzie mieli się spotykać. Najprawdopodobniej w rzeczywistości nigdy nie spotkali się wszyscy równocześnie, a możliwe że nie wszyscy się znali, ale wkrótce po śmierci tradycja połączyła ich w całość, jako symbol poetyckiej bohemy, wycofania z życia publicznego i jawnego nonkonformizmu. Dla wielu późniejszych naśladowców wśród elit artystycznych i dworskich, stali się modelami życia poświęconego przyjaźni, poezji i piciu. Dwóch z nich: Xi Kang i Ruan Ji było znanymi i cenionymi poetami, o pozostałych wiadomo nieco mniej.
Jako filozofowie są łączeni z taoistycznym prądem „ciemnej nauki” (xuanxue) i praktyki tzw. „czystych rozmów” (qingtan).